# Blyth Valley (circonscription britannique)
La circonscription de Blyth Valley  est une circonscription située dans le Northumberland et représentée à la Chambre des communes du Parlement britannique.